# 二分體
二分體由兩條姐妹染色分體所構成，並且在中節的部位相連在一起。中節上有兩個由蛋白質組成的著絲點，著絲點可以與紡錘絲相連，以協助染色體分離。